# Crambus albellus
Crambus albellus là một loài bướm đêm trong họ Crambidae.